# Cecil Arthur Callaghan
Cecil Arthur Callaghan CB, CMG, DSO, VD, avstralski general, * 31. julij 1890, † 1. januar 1967.

## Življenjepis
Med prvo svetovno vojno se je boril v Galipoliju in v Franciji. Leta 1920 je izstopil iz redne vojaške službe in nadaljeval s civilnim življenjem (bil je trgovec) ter hkrati nadaljeval kariero v milici. Med drugo svetovno vojno se je boril v Malaji, dokler ni bil februarja 1942 ujet. Vse do avgusta 1945 je bil v japonskem vojnem ujetništvu. Leta 1947 je bil povišan v generalmajorja in upokojen.